# Bukovlje (Konjic, BiH)
Bukovlje je naseljeno mjesto u općini Konjic, Federacija Bosne i Hercegovine, BiH.

## Stanovništvo

### 1991.
Nacionalni sastav stanovništva 1991. godine, bio je sljedeći:
ukupno: 183
- Muslimani – 165
- Hrvati – 18

### 2013.
Nacionalni sastav stanovništva 2013. godine, bio je sljedeći:
ukupno: 64
- Bošnjaci – 63
- ostali, neopredijeljeni i nepoznato – 1

## Vanjske poveznice
- Satelitska snimka  Arhivirana inačica izvorne stranice od 15. veljače 2021. (Wayback Machine)